# Peuple Puutu Kunti Kurrama
Le peuple Kurrama, également connu sous le nom de peuple Puutu Kunti Kurrama, est un peuple aborigène australien de la région de Pilbara en Australie occidentale.

## Langue
La langue Kurrama fait partie du groupe ngayarta de la Langues famille des langues pama-nyungan et est étroitement liée au yinjtjiparnti. La langue est en voie de disparition, avec seulement environ 10 locuteurs restants en 2002.

## Terres
Norman Tindale a estimé l'étendue de leurs terres à 9600 kilomètres carrés. Leurs limites orientales se situaient autour du mont McCrae, tandis que les limites sud touchaient le cours supérieur de Duck Creek et la partie supérieure de la rivière Hardey à Rocklea. La terre inclut une grande partie des hauts plateaux des monts Hamersley dans la région de Pilbara.

### Titre aborigène
Les Puutu Kunti Kurrama et Pinikura, qui sont deux peuples distincts mais apparentés, ont déposé une demande conjointe de reconnaissance pour leurs terres ainsi qu'un espace commun. Leurs droits sur des terres et des eaux couvrant environ 10 888 km2 d'une zone entre Onslow et Tom Price (mais n'atteignant aucun des deux endroits), ont été reconnus le 2 décembre 2015, dans la décision n ° 1 et n ° 2 contre l'État d'Australie occidentale.

## Organisation sociale
L'initiation Kurrama exigeait que les jeunes subissent à la fois la circoncision et la subincision. 
Bien que chaque groupe soit distinct, les peuples Kurruma et Pinikura observent des lois et des coutumes communes, et partagent et protègent une grande partie des mêmes terres et ressources. Les peuples Puutu Kunti Kurrama et Pinikura, bien que de groupes linguistiques différents, sont représentés par la PKKP Aboriginal Corporation dans l'administration de leurs terres traditionnelles. Burchell Hayes est le porte-parole de la corporation.

## Noms et orthographes alternatifs
- Jawunmara (exonyme Yindjibarndi)
- Gurama
- Kerama, Karama, Korama
- Jana:ri [3]

## Destruction des gorges de Juukan
Le peuple Puutu Kunti Kurrama, en alliance avec les Pinikura a été bouleversé par la destruction d'un site sacré et patrimonial sous la forme d'une grotte dans la gorge de Juukan par le géant minier Rio Tinto en mai 2020,. Cette destruction est très médiatisée et conduit à la démission en septembre du patron de Rio Tinto, le Français Jean-Sébastien Jacques, et de deux autres hauts dirigeants,. À la suite de cet accident, en 2022, Rio Tinto crée une fondation pour et avec les aborigènes et ceux-ci décident de cogérer les compagnies minières en Australie-Occidentale. 